# JTEKT Stings Aichi
I JTEKT Stings Aichi ( ジェイテクトSTINGS愛知?) sono una società pallavolistica maschile giapponese, con sede ad Kariya: militano nel campionato giapponese di SV.League; il club appartiene alla JTEKT.

## Storia
Il Toyoda Machine Volleyball Club viene fondato nel 1958 come club di pallavolo a 9, passando nel tempo alla pallavolo tradizionale. Approda tra i professionisti nel 2002, esordendo in V1 League: nel corso della militanza in serie cadetta cambia denominazione in JTEKT Stings nel 2006. Dopo aver vinto tre volte il campionato, centrano la promozione in V.Premier League nel 2013, sconfiggendo nello spareggio promozione/retrocessione gli Oita Weisse Adler. 
Debuttano in massima serie nella stagione 2013-14, nella quale disputano la prima finale della propria storia, quella di Coppa dell'Imperatore in cui sono sconfitti dai Toray Arrows. Successivamente i JTEKT Stings vengono sconfitti nella finale del Torneo Kurowashiki 2016 e 2018, perse rispettivamente contro i JT Thunders e i Panasonic Panthers.
Conquistano il primo titolo della propria storia, aggiudicandosi lo scudetto al termine del campionato 2019-20. Perdono poi la terza finale al Torneo Kurowashiki, sconfitti in questo caso dai Suntory Sunbirds. Nel 2024, in seguito all'avvento della SV.League, cambiano la propria denominazione in JTEKT Stings Aichi.

## Rosa 2024-2025
| N° | Nome               | Ruolo | Data di nascita  | Nazionalità sportiva |
| -- | ------------------ | ----- | ---------------- | -------------------- |
| 2  | Kentarō Takahashi  | C     | 8 febbraio 1995  | Giappone             |
| 3  | Dai Tezuka         | S     | 18 novembre 1988 | Giappone             |
| 5  | Rao Shuhan         | C     | 23 dicembre 1996 | Cina                 |
| 6  | Yudai Kawahigashi  | P     | 7 febbraio 1998  | Giappone             |
| 8  | Masahiro Sekita    | P     | 20 novembre 1993 | Giappone             |
| 9  | Go Murayama        | C     | 30 luglio 1998   | Giappone             |
| 11 | Kōsuke Hata        | S     | 15 luglio 1995   | Giappone             |
| 15 | Kento Miyaura      | O     | 22 febbraio 1999 | Giappone             |
| 12 | Naoya Fujiwara     | S     | 24 dicembre 2001 | Giappone             |
| 18 | Junpei Michii      | P     | 19 novembre 1997 | Giappone             |
| 20 | Jin Tsuzuki        | S     | 28 dicembre 1998 | Giappone             |
| 21 | Kazuyuki Takahashi | L     | 26 gennaio 2000  | Giappone             |
| 22 | Daigo Iwamoto      | C     | 10 febbraio 2001 | Giappone             |
| 23 | Torey DeFalco      | S     | 10 aprile 1997   | Stati Uniti          |
| 24 | Tomohiro Ogawa     | L     | 4 luglio 1996    | Giappone             |
| 26 | Ricardo Lucarelli  | S     | 14 febbraio 1992 | Brasile              |

## Palmarès
- Campionato giapponese: 1

2019-20
- Coppa dell'Imperatore: 2

2020, 2022

## Denominazioni precedenti
- 1958-2006: Toyoda Machine Volleyball Club
- 2006-2024: JTEKT Stings